# Сильвано-Пьетра
Сильвано-Пьетра (итал. Silvano Pietra) — коммуна в Италии, находится в регионе Ломбардия, в провинции Павия.
Население составляет 703 человека (2008), плотность населения составляет 54 чел./км². Занимает площадь 14 км². Почтовый индекс — 27050. Телефонный код — 0383.
Покровителями коммуны почитаются святые апостолы Пётр и Павел, празднование во второй понедельник августа.

## Демография
Динамика населения:

## Администрация коммуны
- Официальный сайт: